# Robert Curry Cameron
Pour les articles homonymes, voir Cameron.
Cet article possède un paronyme, voir Robert Cameron.
Robert Curry Cameron (1925-1972) est un astronome américain.
Cameron était le fils de MW Cameron d'Indianapolis en Indiana. Il a obtenu un diplôme de premier cycle à l'Université Purdue et un diplôme d'études supérieures en astronomie à l'Université d'Indiana.
Le 20 avril 1950, il a découvert (1575) Winifred à Brooklyn en Indiana. Il a nommé l'objet d'après Winifred Sawtell, qui est devenue son épouse et collègue Winifred Cameron (en). Il a étudié The Magnetic and Related Stars, une collection d'articles présentés lors d'un symposium de 1925 à Greenbelt au Maryland. Le cratère d'impact lunaire Cameron porte son nom, par sa femme.